# T. Candargy
T. Candargy ( siglo XIX, Lesbos, Grecia - siglo XX, ?) fue un botánico griego.
Junto con su hermano Paleologos C. Candargy y su padre C.A. Candargy realizaron un completísimo informe sobre flora de la isla de Lesbos; pero que no fue publicado en revistas importantes, pasando desapercibidos en su época.
Se destacó en la taxonomía de la tribu de poáceaes, Hordeae.

## Algunas publicaciones

### Libros
- paleologos c. Candargy, c.a. Candargy, t. Candargy. 1899. Flore de l'Île de Lesbos (Mytilène). Ed. Bigot Frères. xxvi, 62 pp., 5 planchas ilustr.

- -------------------------------------. 1899. Communication universelle à Messieurs les savants de notre planète par Paléologos C. Candargy, Docteur ès-sciences. Editor A. Constantinidis, 32 pp.

- La abreviatura «Candargy» se emplea para indicar a T. Candargy como autoridad en la descripción y clasificación científica de los vegetales.[1]